# Alyx Vance
Pour les articles homonymes, voir Vance.
 (mars 2015).
Si vous disposez d'ouvrages ou d'articles de référence ou si vous connaissez des sites web de qualité traitant du thème abordé ici, merci de compléter l'article en donnant les références utiles à sa vérifiabilité et en les liant à la section « Notes et références ».
Alyx Vance est un personnage de la série de jeux vidéo Half-Life créé en 2004 qui apparait dans Half-Life 2 et ses extensions Half-Life 2: Episode One et Half-Life 2: Episode Two. Il s’agit d’une jeune femme d’environ vingt-cinq ans, fille du Docteur Eli Vance et membre active de la résistance humaine contre le Cartel.

## Biographie fictive
Alyx est la fille du Docteur Eli Vance, un scientifique travaillant à Black Mesa. Sa mère, Azian, vivait avec Alyx dans les dortoirs du Centre de Recherche de Black Mesa mais périt durant la catastrophe qui frappa le complexe. Celle-ci peut être vue sur une photographie à Black Mesa Est et sa figure est celle de Merle Dandridge, l’actrice qui prête sa voix à Alyx dans la version originale du jeu.
Alyx est également très intelligente et travaille aux côtés de trois grands physiciens (son père le Dr Eli Vance, le Dr Judith Mossman et le Dr Isaac Kleiner). Elle possède un esprit vif et dynamique ; non seulement elle choisit de s’opposer au Cartel mais elle refuse de se laisser intimider par le Dr Mossman. Elle sait souvent garder son enthousiasme et son sens de l’humour (celui-ci est plus développé dans Half-Life 2: Episode One, par exemple, lorsqu’elle imite le râle d’un zombie pour effrayer Gordon ou lorsqu’elle se moque des soldats du Cartel zombifiés par les crabes de têtes en les surnommant « Zontels »).
Alyx possède un appareil électronique qui utilise une charge électrique pour contourner les systèmes de sécurité, déverrouiller les portes, et, dans Episode One, reprogrammer les lamineurs pour qu’ils attaquent les troupes du Cartel. Elle sait également se battre avec des armes à feu et en combat rapproché.
Malgré sa gentillesse, elle montre une certaine hostilité envers le Dr Mossman qui la traite de haut et semble attirée par son père. À la fin d’Half-Life 2, cette rancœur semble avoir disparu une fois que le Dr Mossman aide à libérer Alyx, son père et Freeman des prises du Dr Breen.
Alyx semble développer des sentiments envers Gordon Freeman au fil de leurs aventures ensemble. Son père aborde d’ailleurs crûment le sujet vers la fin de Half-Life 2: Episode Two en évoquant son désir d’avoir des petits-enfants.
Alyx éprouve une profonde compassion pour les victimes du Cartel. Notamment, elle plaint un groupe de stalkers sur lequel Gordon et elle tombent durant Episode One et semble réellement traumatisée après cette rencontre.

## Apparitions
Alyx aide Freeman plus souvent et plus directement que les autres personnages de Half-Life 2. Au début du jeu, elle sauve Gordon des griffes de la Protection Civile lorsque celui-ci n’a encore aucune arme ni combinaison de protection. Plus tard, à Black Mesa Est, elle donne à Gordon le Manipulateur De Champ Énergétique Point-Zero et lui apprend à s’en servir. Ensuite, elle l’aide à trouver Nova Prospekt pour libérer son père. Elle se bat au côté de Gordon durant le soulèvement armé de Cité 17 et soutient celui-ci indirectement durant son combat final face au Dr Breen dans la Citadelle.
À Black Mesa Est, Alyx se dispute avec Judith Mossman. Son hostilité envers elle est visiblement justifiée : Freeman et Alyx apprennent par la suite que Mossman a trahi la résistance et que c’est elle qui a livré l’emplacement de leur base secrète. Malgré cela, Mossman s’explique à la fin du jeu et les deux femmes font finalement la paix.
Dans la séquence de fin d’Half-Life 2, Alyx est avec Gordon Freeman au moment où le réacteur explose. Lorsque le G-Man fige le temps et sauve Gordon du souffle de l’explosion, Alyx est apparemment laissée à son sort.
Sauvée par les Vortigaunts, qui libèrent également Gordon de l’emprise du G-Man, elle est téléportée avec Gordon en dehors de la Citadelle. Après cela, Alyx et Gordon restent ensemble le long de Episode One jusqu’à finalement s’échapper de Cité 17 en prenant un train juste avant l’explosion de la Citadelle. Mais encore trop proche de l’explosion, le train qui la transportait avec Gordon est pris dans l’onde de choc.

## Armes
Alyx possède son propre pistolet qu’elle utilise la plupart du temps. Cependant, dans Episode One, elle ramasse un fusil SPAS 12 qu’elle utilise durant la traversée de l’hôpital. Elle utilise à un autre moment un fusil de précision à visée laser (même si on ne la voit pas lorsqu’elle tire à l’instar des tireurs du Cartel) et utilise à deux reprises une mitrailleuse montée du Cartel pour couvrir Gordon. Dans le jeu, Alyx peut absorber une grande quantité de dégâts avant de mourir (d’autant plus que sa santé se régénère très rapidement).

## Conception du personnage
Le corps et le visage d’Alyx ont été modélisés d’après ceux de Jamil Mullen.